# Frederik Stiernholm
Frederik Christian Stiernholm (24. januar 1822 på Gammellund – 25. april 1879) var en dansk officer.

## Uddannelse
Han blev født på hovedgården Gammellund på Mors, som hans fader, kaptajn Frederik Stiernholm, ejede; hans moder hed Caroline Charlotte f. Coch. 13 år gammel kom han, som alt dengang var bestemt for den militære stand, til København hos sin farbroder, justitsråd Stiernholm, og tog 1838 adgangseksamen til Den kongelige militære Højskole, hvorfra han i 1842 afgik som sekondløjtnant i artilleriet med aldersorden fra 1838. Allerede i 1843 blev han ansat ved artilleristaben, idet han året forud var forfremmet til premierløjtnant, og foretog fra 1846-47 en rejse til forskellige europæiske stater, særlig Frankrig, for at besøge militære etablissementer og studerede navnlig skydebomuldens fabrikation, hvorom han i 1852 offentliggjorde en pjece (Om Pyroxyl).

## Under Treårskrigen
Efter hjemkomsten blev han ved siden af sin øvrige tjeneste adjudant hos prins Frederik af Hessen, men ansattes ved krigens udbrud 1848 som vognmester ved venstre flankekorps. Han deltog i denne stilling i kampene ved Ringenæs og ved Bov, men ansattes derefter som adjudant hos den højstkommanderende artilleriofficer, major Christian de Meza, med hvem han deltog i slaget ved Slesvig, hvor han nær var blevet taget til fange under rekognosceringen af en stilling. Under panikken ved Flensborg optrådte den unge Stiernholm med megen bestemthed og udmærkede sig ligeledes i kampene ved Nybøl og Dybbøl, så at han i juni blev kaptajn.
Da krigen udbrød på ny 1849, blev Stiernholm stabschef ved den aktive hærs artillerikommando og var med ved Kolding og ved Gudsø, hvor han hjalp til at redde to af vore kanoner, som stod i en alt for udsat stilling; ligeledes deltog han i slaget ved Fredericia og var den påfølgende vinter adjudant ved artillerikommandoen i Jylland. I 1850 gjorde han tjeneste ved Batteriet Glahn og deltog i kampen ved Solbro, hvor en hest blev skudt under ham. Den følgende dag forsøgte han forgæves at overtale general C.A. Schepelern til ikke at efterkomme overkommandoens ordre om at opgive den videre fremrykning mod Slesvig, så at han ikke kom til at deltage i slaget ved Isted. 7. august deltog Stiernholm, som havde befaling over seks kanoner, i erobringen af Frederiksstad, og han blev nu højstkommanderende artilleriofficer i denne by, i hvis befæstning og senere forsvar han havde en fremragende andel. Navnlig bidrog hans kanoner under stormen 4. oktober i høj grad til, at den mislykkedes.

## Administrativ erfaring
Hans udmærkede optræden under hele krigen havde henledt krigsminister C.F. Hansens opmærksomhed på ham, så at han 1851 blev adjudant hos krigsministeren, en stilling, han beklædte til 1855, i det han i 1852 blev kaptajn af Generalstaben og i 1854 forfremmedes til major. Han anvendtes til flere militær-politiske sendelser, således i Holsten 1852 og til Det tyske Forbund i anledning af svævende militære organisationsspørgsmål, medens han i 1853 tillige blev ansat som guvernør hos kronprins Frederik (VIII), i hvilken stilling han var virksom i fire år. Kort efter Ministeriet Ørsteds fald blev Stiernholm, som havde stået i et nøje personligt forhold til krigsminister Hansen, ansat som chef for Generalstabens taktiske Sektion og medlem af Forsvarskommissionen af 1855, medens han i 1858 udnævntes til stabschef hos Arveprins Ferdinand, der førte kommandoen over 1. Generalkommando.

## Under den 2. Slesvigske Krig
Da general de Meza ved nytårstid 1864 udnævntes til kommanderende general, havde han ønsket at have Stiernholm til stabschef, men denne blev i stedet for ansat som stabschef hos chefen for 1. Division, generalløjtnant Georg Gerlach, ved hvis side han deltog i kampen ved Mysunde, og det var først efter at denne var blevet overgeneral, at Stiernholm blev stabschef ved overkommandoen. Som sådan tilfalder ham en stor del af ansvaret for ledelsen af Dybbølstillingens forsvar, eftersom han udøvede en betydelig indflydelse på sin general. Hæren hævdede jo fuldt ud nationens ære under den ulige kamp, omend mange senere mente, at forsvaret førtes alt for passivt. Stiernholm anså det for rettest, at stillingen efter 13. april blev rømmet, og Gerlach indgik også med forestillinger derom til ministeriet, men dette forlangte, at et angreb skulle modtages. Senere ville man med urette lægge ansvaret for stillingens hævdelse til det yderste på Stiernholm, som offentligt nedlagde indsigelse herimod. Stiernholm, som var forfremmet til oberstløjtnant og benådet med Kommandørkorset af Dannebrogordenen af 2. grad, havde i det hele taget efter Dybbøls fald en vanskelig stilling lige over for ministeriet, da overkommandoen både havde modsat sig Fredericias rømning og forøgelsen af styrken i Jylland, hvorfor han sendtes til København for direkte at forhandle med krigsminister Carl Lundbye om den fremtidige krigsføring. Kort efter blev denne imidlertid erstattet af C.E. Reich, og overkommandoen fik nu friere hænder.

## Senere virke
Efter tabet af Als vedblev Stiernholm at være stabschef, skønt general Gerlach afløstes af general P.F. Steinmann, og han benådedes efter fredslutningen med Kommandørkorset af Dannebrog af 1. grad; han vendte derefter tilbage til sin tidligere stilling ved Generalstaben og blev i 1865 dens midlertidige chef og oberst. Generalstabschefsposten var nemlig blevet ophævet 1857, men indførtes atter ved Hærloven af 1867, og Stiernholm blev således general og chef for Generalstaben, en stilling, som han beklædte, indtil han efter ansøgning på grund af svagelighed i 1879 erholdt sin afsked fra krigstjenesten og stilledes à la suite i Hæren. Som chef søgte Stiernholm at tilvejebringe det fornødne statistiske materiale til krigsføringen, ligesom også generalstabsøvelser blev indført, jernbanernes militære benyttelse i krigstid forberedt og udgivelsen af historiske arbejder (Krigen 1848-50) påbegyndt. I 1871 var han tillige chef for en lejrbrigade ved Hald.

## Vurdering
Stiernholm var en praktisk dygtig og meget modig militær og besad også mange kundskaber; men han tillagde den umiddelbare militære begavelse alene vistnok noget for stor betydning, således at han ikke lagde tilstrækkelig vægt på det ihærdige studium ved siden af. Da han desuden i politisk henseende var meget konservativ og kun i ringe grad levede sammen med kammerater, opnåede han aldrig nogen stor indflydelse i Hæren. I sine yngre år og navnlig som adjudant hos krigsministeren deltog han i diskussioner i pressen angående militære spørgsmål og skrev 1854 Om Jærnbaner betragtede fra et militært Standpunkt, med specielt Hensyn paa den danske Stat. Han døde 25. april 1879.
14. juli 1860 ægtede han Augusta Fredrika Ancker, f. von Schoultz, enke efter legatstifteren C.A. Ancker.